# William Greene (Politiker, 1731)
William Greene (* 16. August 1731 in Warwick, Colony of Rhode Island and Providence Plantations; † 29. November 1809 ebenda) war ein US-amerikanischer Politiker.

## Leben
Über Herkunft und frühes Leben von William Greene ist wenig bekannt. Als gesichert gilt, dass er eine Ausbildung zum Landvermesser absolvierte. Seine erste Erfahrung in der Politik machte Greene 1774 im Alter von 13 Jahren als Laufbursche im Abgeordnetenhaus von Rhode Island. Seine politische Karriere begann 1776, als er zum Richter am Rhode Island Supreme Court gewählt wurde, und so wenige Monate, bis Februar 1777, amtierte. Zuletzt erfolgte im Februar 1777 seine Ernennung zum Chefrichter seines Heimatstaats.
Seine Militärzeit verbrachte Greene in der Nationalgarde. Als britische Truppen im Jahr 1776 Newport kontrollierten, wurde Greene zum Mitglied im Kriegsrat, und wurde im Lauf des Unabhängigkeitskrieges vom Captain General zum Oberkommandierenden des Militärs von Rhode Island befördert.
Im Mai 1778 wurde Greene zum Gouverneur von Rhode Island gewählt und amtierte acht Jahre bis Mai 1786. Da sich zu jener Zeit noch kein Parteiensystem in den USA gebildet hatte, war er parteilos. Nach seiner Amtszeit sog sich Greene ins Privatleben zurück, dass er mit seiner Frau Catherine (1731–1794) und ihren fünf gemeinsamen Kindern teilte. Das Paar hatte 1762 geheiratet.
Nur einmal noch trat Greene ins Licht der politischen Öffentlichkeit, als er 1793 als Wahlmann ins Electoral College gewählt wurde und dort für eine zweite Amtszeit von George Washington stimmte.
William Greene starb im Alter von 78 Jahren, sein Grab befindet sich heute in seiner Heimatstadt Warwick.